# Renge
Renge er en bebyggelse syd for Store Heddinge. Den ligger i Store Heddinge Sogn, Stevns Kommune, Region Sjælland.
Renge omtales 1337 (Ræthingæ). I 1389 nævnes en Ebbe Nielsen af Renge. Landsbyen blev udskiftet i 1793.
Rengegård vest for landsbyen arvefæstedes i 1832 af kancelliråd Christian Hansen Barfoed.